# Acraea metaprotea
Acraea metaprotea är en fjärilsart som beskrevs av Butler 1874. Acraea metaprotea ingår i släktet Acraea och familjen praktfjärilar. Inga underarter finns listade i Catalogue of Life.